# Breutelia papuensis
Breutelia papuensis là một loài rêu trong họ Bartramiaceae. Loài này được Virtanen mô tả khoa học đầu tiên năm 1996.